# Cornelis Smet

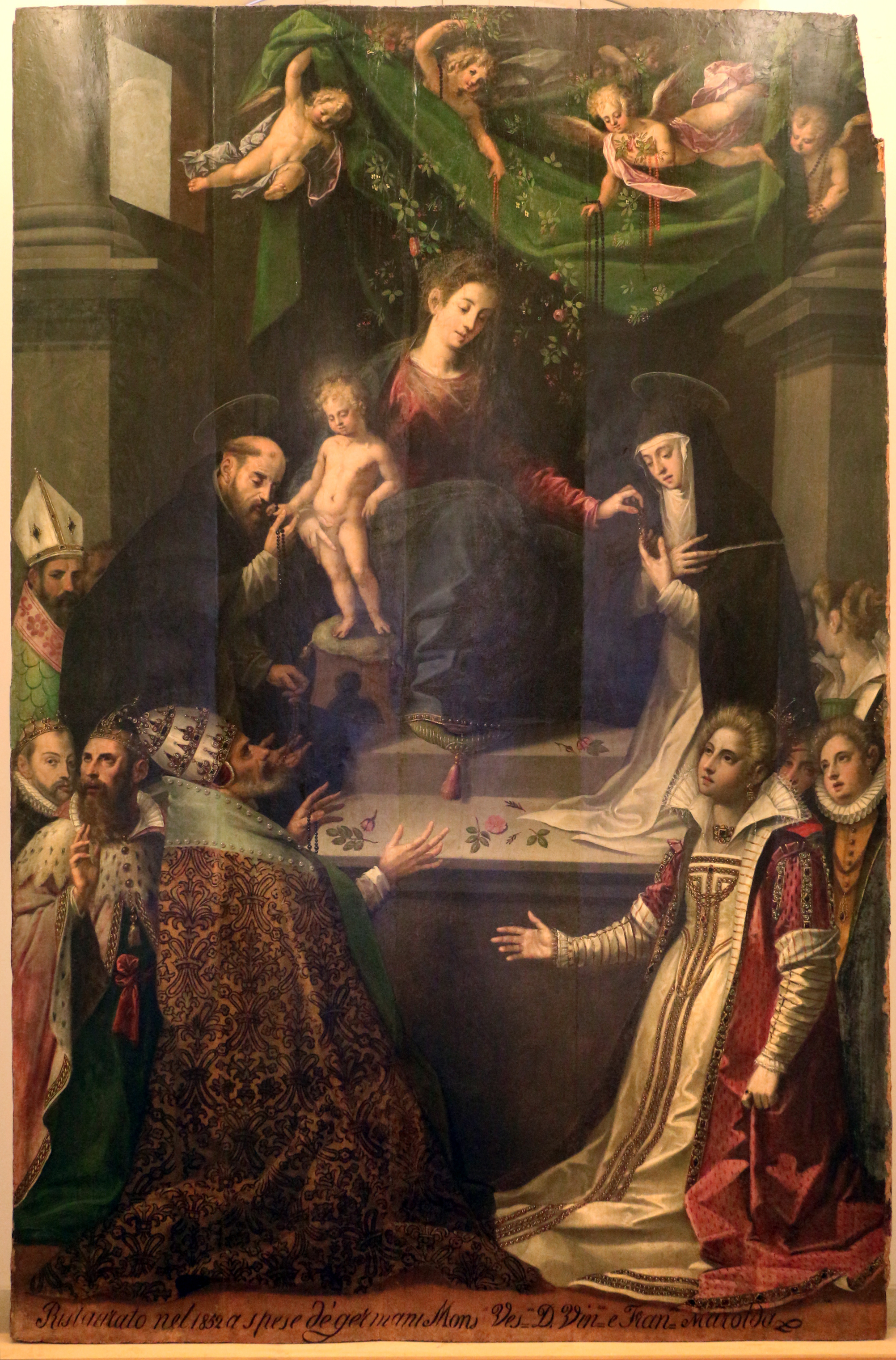
Madonna del Rosario, 1590 circa, Museo nazionale d'arte medievale e moderna della Basilicata

Cornelis Smet, italianizzato come Cornelio Ferraro (Malines, metà del XVI secolo – Napoli, 1592), è stato un pittore fiammingo attivo a Napoli (dove possedette una bottega dal 1574 alla morte).

## Biografia
Il 14 febbraio 1574 sposò a Napoli Margherita di Medina (tra i suoi testimoni vi furono i pittori Teodoro d'Errico e Cornelio de Clemente). Dal matrimonio ebbe un figlio di nome Cesare che diventò a sua volta un pittore.
Dopo la morte di Cornelis nel 1592, la moglie sposò l'artista Aert Mytens.
Diversi documenti testimoniano che durante la sua permanenza a Napoli, Cornelis seppe tessere una fitta rete di amicizie e committenze in tutto il Vicereame. Per la sua bottega passarono alcuni tra i più importanti artisti fiamminghi operanti in quella città, come Aert Mytens, Wenzel Cobergher e Jan Soens.
La base per la ricostruzione della sua attività, dovuta essenzialmente a G. Previtali nel 1978 , è costituita dalla Madonna del Rosario, documentata nel 1590, della cattedrale di Muro Lucano. L'Adorazione dei Magi di Torella dei Lombardi, ora nella collezione Ruspoli, e quella del Duomo di Aversa, dipinte su modelli zuccareschi e vasariani, ne rappresentano l'abilità di piacevole ed analitico narratore.

## Opere
(elenco parziale)
- Madonna del Rosario, cattedrale di Muro Lucano. Si tratta dell'unica opera sicuramente di Smet. Per tutte le altre si può parlare solo di attribuzioni.
- Martirio di San Giovanni Battista, Museo diocesano San Prisco, Nocera Inferiore
- Adorazione dei Magi, collezione Ruspoli, Torella dei Lombardi
- Adorazione dei Magi, Duomo, Aversa
- Madonna del Rosario, Chiesa di San Francesco, Auletta
- Copia del Giudizio Universale di Michelangelo, Chiesa di Sant'Eligio Maggiore, Napoli
- Sposalizio della Vergine, Chiesa del Gesù, Roma
- San Gregorio benedice la corte reale, Chiesa di San Gregorio Armeno, Napoli
- Madonna del Rosario, chiesa dell'Annunziata, Massa Lubrense
- Madonna del Rosario, Chiesa di San Domenico, Gaeta
- Consegna del cingolo a San Francesco, Convento di Sant'Antonio, Sant'Anastasia